# Lesley Beake
Lesley Beake (née en 1949) est une auteure sud-africaine de littérature pour enfants d’origine écossaise.

## Biographie
Lesley Beake est allée à l’école à Edimbourg, en Écosse. Elle vit en Afrique du Sud où elle a travaillé comme enseignante. Ses romans pour enfants qui parlent du sort des enfants dans certaines tribus d’Afrique australe attirent également un public adulte.

## Œuvres
- Detained at Her Majesty's pleasure: the journal of Peter David Hadden, 1986
- The Strollers, 1987. Prix Percy FitzPatrick Award, 1986-1988, Prix Young African Award, 1987-1988
- A Cageful of Butterflies, 1989. Prix Percy FitzPatrick Award, 1988-9. Prix littéraires M-Net (Afrique du Sud), 1991.
- Rainbow, 1989
- Traveller, 1989
- Merino, 1989
- Serena's Story, 1990
- Tjojo and the wild horses, 1990
- Song of Be, 1991
- Bau and the baobab tree, 1992
- Mandi's wheels, 1992
- The Race, 1992
- Café Thunderball, 1993
- One dark, dark night, 1993
- Jakey, 1997
- An Introduction to Africa, 2000
- Home Now, 2006
- Remembering Green, 2009